# Куличков, Алексей Николаевич
Алексе́й Никола́евич Куличко́в (род. 19 апреля 1976, Пенза, СССР) — российский актёр театра, кино и телевидения, режиссёр, педагог, шоумен, телеведущий. Наиболее известен как ведущий программы «Такси», выходившей на телеканале «ТНТ» в 2005—2009 годах.

## Биография
В детстве увлекался футболом, тренировался в пензенском «Локомотиве». С 8 лет занимался в театральной студии, где оказался на первых ролях.
В 1993 году окончил среднюю школу № 70 города Пензы, после чего отправился в Москву, где ему не удалось поступить в актёрские вузы, в итоге поступил в Пензенское училище культуры и искусств на специальность «организация массовых мероприятий и режиссёр любительского театра».
Во время учёбы работал педагогом-организатором во Дворце детского и юношеского творчества, получил гран-при на российском фестивале театральных коллективов с молодёжной труппой «Бригада-А», где выступил режиссёром. Являлся организатором различных концертов в области и на выезде.
В 1997 году поступил на театральный факультет Саратовской консерватории (курс Александра Галко).
В 2001—2002 годах, по окончании вуза, играл в Русском драматическом театре Башкирии в Уфе, где сыграл за один сезон три крупные роли, организовывал и ставил капустники и творческие встречи.
В 2002—2007 годах — в Москве, участвовал в нескольких постановках Театр.doc. В 2004 году возглавлял коллектив Надежды Бабкиной «Русская песня».
С 2002 года — на телеканале ТНТ, с сентября 2002 по июль 2003 года — редактор ток-шоу «Окна», в том же году вёл реалити-шоу «Дом» вместе с Николаем Басковым и Светланой Хоркиной в роли прораба. В 2005—2009 годах вёл шоу-игру «Такси».
С 20 августа по 24 декабря 2010 года вёл программу «Лаборатория чувств» на канале «Муз-ТВ» с Марией Кожевниковой. В 2011 году был одним из ведущих программы «Угон» на ДТВ. С марта 2012 года по август 2013 года вёл на телеканале «Перец» шоу «Обмен бытовой техники». В 2012—2014 годах был ведущим познавательной программы «Едем, плаваем, летим» на семейном образовательном телеканале «Радость моя».
По состоянию на середину 2010-х годов работал режиссёром театральных спектаклей и телесериалов. С 26 августа 2018 года — автор и ведущий программы «Первая передача» на телеканале НТВ.

### Семья
Отец — Николай Игнатьевич Куличков, находится в Пензе без определённого места жительства.
Жена (2005—2017) — Лацына Куличкова. Сыновья — Яромир (р. 2005) и Гордей (р. 25 августа 2009).

## Творчество

### Роли в Русском драматическом театре Башкирии (2001—2002)
- «Бегущие странники» Н. В. Казанцев — Дима
- «Без вины виноватые» А. Н. Островский — Незнамов
- «Годы странствий» А. Н. Арбузов — А. Ведерников

### Фильмография
- 2005 — Адвокат 2 — Сергей Коршунов (фильм № 11 «Мститель»)
- 2005 — Моя прекрасная няня — охранник (49-я серия 3 сезона, «Фальшивый бриллиант»)
- 2007 — Детективы — эпизод (112 серия 1 сезона, «Обычная история»)
- 2007 — Кровавая Мэри — таксист в аэропорту
- 2007 — Нас не догонишь — Андрей
- 2007 — След — сотрудник ФЭС Алексей Виноградов (23-я, 24-я и 26-я серии, 1 сезона.)
- 2009 — Десантура. Никто, кроме нас — сотрудник изолятора (7-я серия)
- 2009 — Самый лучший фильм 2 — камео
- 2010 — Счастливы вместе — камео (53 серия 1 сезона, «Спасите нашу Дашу»)
- 2015 — Последний мент — Акулов, начальник службы безопасности

### Режиссёр
- 2016—2017 — След
- 2017 — Свидетели